# Стадион Рејвенс парк
Стадион Рејвенс парк (енгл. Ravens Stadium at Camden Yards) је вишенаменски стадион у граду Балтимору, Мериленд, САД. Стадион је дом Балтимор рејвенса из Националне фудбалске лиге. Стадион је у непосредној близини Ориоле парка у Камден јардсу, дому Балтимор ориолса. Често називан „Рејвенс стадион“, Стадион М&Т Банк званично је отворен 1998. године и тренутно је један од најквалитетнијих стадиона у НФЛ-у због погодности за навијаче, лакоће приступа, концесија и других садржаја. Капацитет стадиона М&Т банк је 70.745.
Стадион је првобитно био познат као Рејвенс стадион у Камден јардсу, све док ПСИНет није стекао права за именовање 1999. године, назвавши га ПСИНет стадионом. Затим се вратио на стадион Равенс 2002. године када је ПСИНет поднео захтев за банкрот. М&Т банка је купила права на име 2003. и потписала 15-годишњи уговор од 75 милиона долара са Рејвенсима, који је посредовао Теам сервисес, ЛЛЦ. Уговор о правима именовања за стадион М&Т Банк је обновљен за 60 милиона долара током 10 година 2014. године, продужавајући назив до 2027. године.

### Међународне фудбалске утакмице
Дана 24. јула 2009. енглески премијерлигаш Челзи победио је са 2 : 1 против италијанског тима из Серије А Милана у првом Светском фудбалском изазову на стадиону М&Т Банк пред публиком од 71.203, 28. јула 2012. стадион је био домаћин меча између тимова Премијер лиге Ливерпула и Тотенхем Хотспура пред 42.723 навијача.
Стадион је био место одржавања Златног купа Конкафа 2013, који је привукао 70.450 гледалаца да гледају двомеч четвртфинала између Сједињених Држава против Салвадора и Хондураса против Костарике. Златни куп Конкафа 2015. имао је две утакмице четвртфинала на стадиону, Сједињене Државе против Кубе и Хаити против Јамајке, које су се играле пред 37.994 гледалаца.
| Датум          | Репрезентација #1 | Рез.  | Репрезентација #2 | Такмичење      | Гледалаца |
| -------------- | ----------------- | ----- | ----------------- | -------------- | --------- |
| 24. јул 2009.  | ФК Челзи          | 2 : 1 | ФК Милан          | Светски изазов | 71.203    |
| July 28, 2012. | ФК Ливерпул       | 0 : 0 | ФК Тотенхем       | Пријатељска    | 42.723    |
| July 21, 2013. | Сједињене Државе  | 5 : 1 | Салвадор          | Златни куп     | 70.540    |
| July 21, 2013. | Хондурас          | 1 : 0 | Костарика         | Златни куп     | 70.540    |
| July 18, 2015. | Сједињене Државе  | 6 : 0 | Куба              | Златни куп     | 37.994    |
| July 18, 2015. | Јамајка           | 1 : 0 | Хаити             | Златни куп     | 37.994    |